# Fjerde Islandsekspedition
Fjerde Islandsekspedition er en film instrueret af Niels Nielsen.

## Handling
Fjerde Islandsekspedition starter fra Reykjavik til gården Kalfafell. Omladning af godset til hestetransport. Vulkanudbruddet i 1934, nedstigning i et af kraterne. Teltlejr på Vatnajøkull. Varm aske anvendes til smeltning af sneen. Boringer i Jøklen for at studere dens bygning. Nedstigning i gletsjerspalte ved Pálsfjall. Søen Granalón er tappet ud af gletsjeren. Vandfaldet Gullfoss. Gletsjerelven Skeidará. Vandfaldet Skógafoss.